# X-Men Oscuros
Los X-Men Oscuros (en inglés: Dark X-Men) son un equipo ficticio que aparece en los cómics estadounidenses publicados por Marvel Comics. Hicieron su debut durante el cruce entre Dark Avengers y Uncanny X-Men escrito por Matt Fraction, como parte de la historia más amplia de Dark Reign. Cada miembro, excepto Namor, ha sido elegido por el entonces director de H.A.M.M.E.R., Norman Osborn, para su propia agenda criminal.
El equipo nunca fue llamado oficialmente "Dark X-Men" (que era el nombre de la serie de cómics, no el equipo). En cambio, simplemente se los llamaba "X-Men" y eran un equipo patrocinado por el gobierno que intentaba aprovechar el reconocimiento del nombre de los X-Men de Charles Xavier, con los que no tenían conexión oficial (al igual que el equipo de Vengadores de Osborn pretendía sean los verdaderos Vengadores).

## Historial de publicaciones
En la Emerald City ComiCon de 2009, el escritor Matt Fraction confirmó que los Dark X-Men no aparecerían en un título propio, sino que preferirían aparecer en Uncanny X-Men durante el cruce con Dark Avengers.
En una entrevista del 16 de abril con Comic Book Resources, Fraction explicó que la idea detrás de Dark X-Men era crear tres equipos; Vengadores oscuros de Norman Osborn, X-Men de Scott Summers y el nuevo X-Men "Oscuro" de Emma Frost.
El escritor de cómics Jason Aaron declaró recientemente que Mystique tendrá una historia corta en la miniserie Dark X-Men: The Beginning, pero no confirmó si se uniría o no al equipo; Más tarde se demostró que Mystique se estaba haciendo pasar por el Profesor X para hacer creer a los medios que Charles Xavier apoyaba las decisiones de Norman Osborn. De manera similar, Bestia Oscura fue mencionado como presentado en los dos primeros números de Dark X-Men: The Beginning, pero no fue confirmado como miembro de Dark X-Men. Sin embargo, ambos fueron revelados como miembros del equipo (con Mystique personificando al Profesor X) en Uncanny X-Men # 513, lanzado el 1 de julio de 2009.
Otros miembros del equipo que eligió Fraction incluyen Cloak y Dagger, ninguno de los cuales ha tenido vínculos fuertes con ninguno de los libros de X-Men. "Aquí se les presenta la oportunidad de que se exonere su reputación y se sellen sus registros [si se unen a los Dark X-Men]", explica Fraction en una entrevista con Marvel.com. "Osborn se lo presenta como el mejor servicio público, [donde] pueden resolver sus indiscreciones pasadas, [como] los tratos de Cloak con los Vengadores durante la invasión [Skrull]". Fraction revela que la parte más atractiva de Dark X-Men fue ver cómo Cloak y Dagger reaccionan en un escenario de equipo de superhéroes real. La participación de Cloak y Dagger con los Dark X-Men ha dejado en suspenso la miniserie propuesta.
Otro miembro del equipo digno de mención es Mimic, quien ve unirse a este equipo como una oportunidad para hacer algo bueno. El escritor James Asmus explicó: "Ser invitado a formar parte de un equipo, y nada menos que uno que trabaja para el gobierno, le da un voto de confianza que era muy necesario en su vida. Desafortunadamente para Cal, no se da cuenta de que no lo hizo de regístrate con los buenos". El primer número de Dark X-Men: The Beginning contará con historias sobre Namor, Mimic y Bestia Oscura. El segundo contó con historias sobre Cloak & Dagger, Arma Omega y Daken. El tercero contó con historias sobre Emma Frost y Namor, Mystique y Norman tratando de reclutar a Aurora.
Tras la conclusión de Utopia, se publicó una miniserie de 5 números titulada Dark X-Men, escrita por Paul Cornell e ilustrada por Leonard Kirk. La lista del equipo estaba formada por Dark Beast, Mimic, Mystique (que ya no se hacía pasar por Charles Xavier) y Arma Omega, y mostraba el resurgimiento de Nate Grey.

## X-Men de Norman Osborn
En 2009, un equipo de X-Men reunido por Norman Osborn durante la historia de "Utopia" como parte del evento general "Dark Reign".
| Personaje                  | Nombre real                          |
| -------------------------- | ------------------------------------ |
| Mystique                   | No revelado (alias: Raven Darkhölme) |
| Black Queen                | Emma Frost                           |
| Sub-Marinero               | Namor McKenzie                       |
| Wolverine                  | Daken Akihiro                        |
| Mimic                      | Calvin Montgomery Rankin             |
| Omega                      | Michael Pointer                      |
| Cloak                      | Tyrone Johnson                       |
| Dagger                     | Tandy Bowen                          |
| Bestia Oscura (Tierra-295) | Henry Philip McCoy                   |

## Ediciones recopiladas
Las diferentes series se han recopilado en volúmenes individuales:
- Dark Avengers/Uncanny X-Men: Utopia (Collects X-Men #513-514, Dark Avengers #7-8, Dark X-Men: The Beginning 1-3, Dark Avengers/Uncanny X-Men: Utopia y Exodus, 368 páginas, hardcover, Diciembre 2009, ISBN 0-7851-4233-9, softcover, Abril 2010, ISBN 0-7851-4234-7)
- Dark X-Men (recopila Dark X-Men #1-5, 120 páginas, estreno en tapa dura, junio de 2010, ISBN 0-7851-4526-5)